# Бабек (село)
Бабек (болг. Бабек) — село в Болгарии. Находится в Пловдивской области, входит в общину Брезово.
Население села на 16 июня 2008 года — 74 человека.
Село Бабек расположено у подножия горы Сырнена-Средна. Граничит на севере с селом Свежен, на востоке — с селом Розовец, на юге — селом Зелениково, а на западе с селом Златосел.
Географические и почвенно-климатические условия с способствуют выращиванию населением села масличной розы и других эфиро-масленичных культур.
Название села связано со словом Баба, и не имеет связи с созвучным арабским и тюркским словом Бабек.

## Политическая ситуация
Так как население села менее 250 человек,— село не имеет своего кмета и управляется кметским наместником назначаемым кметом общины. Кметский наместник в селе Бабек — Дража Шишкова.
Кмет (мэр) общины Брезово — Стоян Генчев Минчев (коалиция партий: Союз демократических сил, Болгарская социал-демократия, ВМРО — Болгарское национальное движение, Болгарский земледельческий народный союз, Земледельческий народный союз, Национальное движение за права и свободы) по результатам выборов.